# TU8 (locomotive Diesel)
La TU8 (ТУ8) est une locomotive diesel d'origine russe.
Elle s'utilise pour le transport de marchandises, le triage des wagons de chemins de fer et dans les entreprises industrielles.

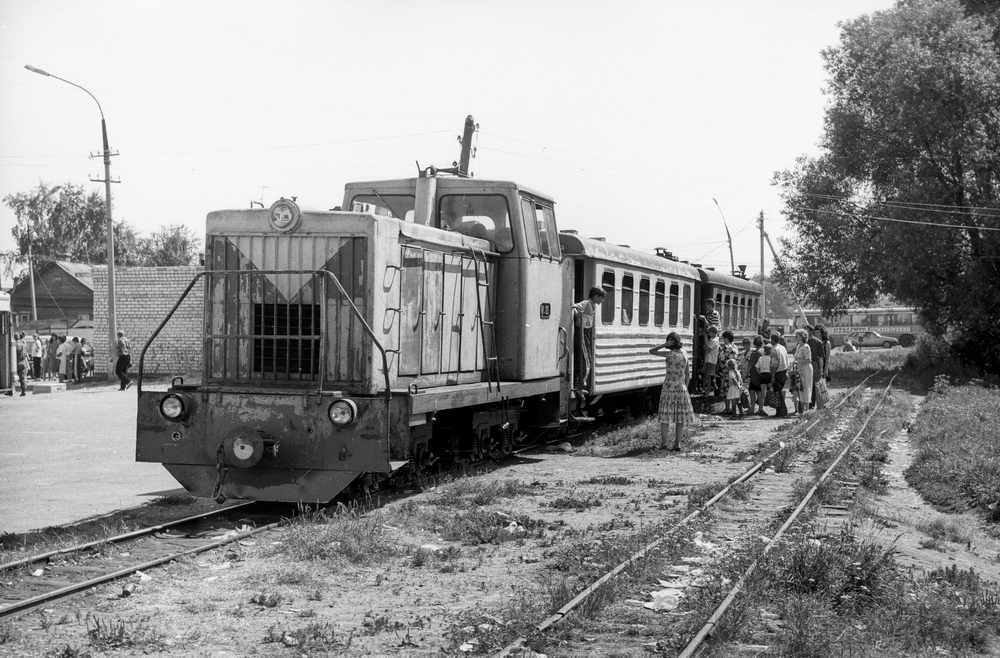
TU8 lors de l'embarquement des passagers à la station de Pereslavl en 1997

## Détails techniques
La locomotive peut servir sur des rails d'une largeur de voie de 750 mm ou 1067 mm. Elle utilise un diesel de type JMZ-236 M, produisant 132 kW (180ch). Les dimensions de la locomotive sont: longueur 8525mm, largeur 2300mm, hauteur 3495 mm.